# Държавен архив на Северна Македония – Отделение Щип
Държавният архив на Северна Македония – Отделение Щип (на македонска литературна норма: Државен Архив на Република Македонија – Одделение Штип) е подразделение на Държавния архив на Северна Македония. Териториалният обхват на архива включва общините: Щип, Карбинци, Свети Никола, Лозово, Пробищип, Кочани, Чешиново-Облешево, Зърновци, Виница, Делчево, Македонска Каменица, Радовиш и Конче.

## История
Историческият архив в Щип е създаден през 1956 г., а днес работи като подразделение на Държавния архив на Северна Македония и се намира на адрес ул. „Сане Георгиев“ 35 в Щип. От май 1976 г. подразделението работи в нова сграда с читалня.

## Работа на подразделението
Архивът работи с 275 притежатели на архивни материали. Подразделението разполага с 523 фонда и 22 колекции. Най-старите документи, които се срещат във фондовете и колекциите са от 1895 г. Други материали са от началото на XX век, а най-голямата част от фондовете са след 1944 г.

## По-важни фондове
По-важни фондове с които разполага архива:
- фондовете за народноосвободителните и народните комитети – областен, околийски, градски, общински и местни (1944 – 1960) и
- съдилищните фондове (1920 – 1990);
- Народен театър-Щип (1923 – 1973) и
- фондовете за политическите организации, сдружения и дружества (1944 – 1990).

По-важните просветни фондове: фонд „Реална гимназия“ – Щип (1923 – 1940) и фондовете за средните и основните училища.
Религиозните фондове са от Православната църква (1918 – 1948) – архиерейски наместничества, парохии, църкви и манастири и от Ислямската религиозна общност (1921 – 1946) – мюфтийствата в Щип, Кочани и Радовиш.
По-важни семейни фондове са: „Балванлиеви“ (1894 – 1957), „Карагьозови“ (1918 – 1924) и „Хаджикимови“ (1900 – 1940).
Колекциите са съставени от биографии и спомени на участници в комунистическата съпротива от Щип (1939 – 1945) и включват и снимков материал.